# 泰爾納夫卡河 (波爾特瓦河支流)
泰爾納夫卡河（羅馬化：Ternavka）是烏克蘭西部的河流，屬於波爾特瓦河的支流。該河發源自沃利察-波廖瓦東南面，流經赫梅利尼茨基州的赫梅利尼茨基區，河道全長23公里，流域面積83.2平方公里。